# Can Clavaguera
Can Clavaguera és una masia de Bordils (Gironès) inclosa a l'Inventari del Patrimoni Arquitectònic de Catalunya.

## Descripció
És una masia tradicional de planta quadrada, estructurada en tres crugies perpendiculars a la façana i galeria adossada a la banda de migdia. L'edifici es desenvolupa en planta baixa i dos pisos i coberta de teula. La porta d'entrada és emmarcada per carreus de pedra en forma d'arc rebaixat. Les obertures de la planta baixa i el primer pis és de cairó. La galeria és un cos rectangular afegit a la façana de migdia a finals del segle xix, es desenvolupa en planta baixa, pis i terrassa superior. Les obertures tenen forma d'arc de mig punt suportades per pilars dòrics. Els forats de la planta estan tapats amb totxana i les baranes del pis i terrassa són calades.
Destaca una finestra emmarcada amb carreus. Les pedres superiors de la brancals s'apropen en voladís a manera d'impostes i a sobre d'elles hi descansa la llinda de pedra d'una sola peça amb ornamentació de reminiscències gòtiques. A l'ampit hi ha dos carreus que donen suport a un trencaaigües motllurat, també de pedra.
A la llinda de pedra d'una petita porta lateral es pot llegir: "JOSEP BARCELÓ, 1866".